# Sternangustum brunneum
Sternangustum brunneum är en skalbaggsart som beskrevs av Jordan 1894. Sternangustum brunneum ingår i släktet Sternangustum och familjen långhorningar. Inga underarter finns listade i Catalogue of Life.